# Henriette Dingemans-Numans
Henriette Gesina Dingemans-Numans (Sintang, 15 augustus 1877 – Zeist, 11 mei 1955) was een Nederlands etser, schilder, tekenaar en docent. Ze signeerde haar werk als H. Dingemans-Numans.

## Leven en werk
Numans werd geboren op Borneo in Nederlands-Indië, uit Nederlandse ouders. Ze was een dochter van Rombout Numans, officier van gezondheid bij het Oost-Indisch leger en Elisabeth Catharina Margaretha Willet. Ze verhuisde met haar ouders naar Den Haag, waar ze werd opgeleid aan de Academie van Beeldende Kunsten en haar MO-akte haalde. Ze was een leerling van H.O. van Thol en J.E.H. Akkeringa. Ze trouwde in 1903 met de belastingontvanger en schilder Waalko Jans Dingemans sr. (1873-1925). Uit dit huwelijk werden onder anderen de architect Frans Dingemans (1905-1961) en schilder Waalko Jans Dingemans jr. (1912-1991) geboren. Het gezin woonde te Den Haag (1903-1904), Nieuwkoop (1904-1911), Gorinchem (1911-1923) en Haarlem (1923-1954) en had een zomerhuisje in Zeeland. Dingemans-Numans was lerares tekenen en kunstgeschiedenis aan de Middelbare meisjesschool in Haarlem. In 1954 vestigde de kunstenares zich in Zeist.
Dingemans-Numans schilderde, tekende en etste (bloem)stillevens, landschappen en portretten. Ze was lid van Kunst Zij Ons Doel in Haarlem, de kunstenaarsvereniging Sint Lucas en Arti et Amicitiae in Amsterdam en het Teekengenootschap Pictura in Dordrecht. Ze exposeerde bij deze verenigingen en samen met haar echtgenoot. Haar werk is onder meer opgenomen in de collectie van het Teylers Museum.
Dingemans-Numans overleed in 1955, op 77-jarige leeftijd.